# East Williamston
Pour les articles homonymes, voir Williamston.
East Williamston est un village et une communauté du Pembrokeshire, au pays de Galles.

## Toponymie
Williamston est un nom d'origine anglaise désignant une ferme (tūn en vieil anglais) appartenant à un dénommé William. Il est attesté pour la première fois en 1541. L'élément East, ajouté ultérieurement, permet de distinguer le village d'un autre Williamston situé plus à l'ouest et donc appelé West Williamston (cy).

## Géographie
East Williamston est situé dans le sud-est du Pembrokeshire, à 5 km à l'est du village côtier de Saundersfoot et à 7 km au nord-est de la ville de Tenby. Le chef-lieu du comté, Haverfordwest, se trouve à 18 km au nord-ouest.
La communauté d'East Williamston comprend aussi les villages et hameaux de Pentlepoir (en), Cold Inn (en) et Broadmoor (en). Elle est traversée par la route A477 (en), qui contourne le village d'East Williamston par le nord-ouest.

## Politique
East Williamston est également un ward (district électoral) qui élit un des 60 membres du conseil de comté du Pembrokeshire (en). Ce ward comprenait aussi la communauté voisine de Jeffreyston jusqu'en 2021, lorsqu'un rapport de la Commission de la démocratie locale et du tracé des limites pour le pays de Galles recommande le rattachement de Jeffreyston au ward de Carew. Lors des élections locales de 2022, le conseiller sortant Jacob John Williams est réélu sans opposition,.
Pour les élections à la Chambre des communes, East Williamston appartient à la circonscription de Mid and South Pembrokeshire depuis les élections générales de 2024.
Pour les élections au Parlement gallois, East Williamston est rattachée à la circonscription de Carmarthen West and South Pembrokeshire.

## Démographie
Au recensement de 2011, la communauté d'East Williamston comptait 1 844 habitants.
| 1881 | 1891 | 1901 | 1911 | 1921 | 1931 | 1951 |
| ---- | ---- | ---- | ---- | ---- | ---- | ---- |
| 493  | 399  | 397  | 421  | 385  | 391  | 387  |

| 1961 | 1971 | 1981 | 1991 | 2001 | 2011  | - |
| ---- | ---- | ---- | ---- | ---- | ----- | - |
| 364  | 377  | ?    | ?    | ?    | 1 844 | - |

## Culture locale et patrimoine

### Lieux et monuments

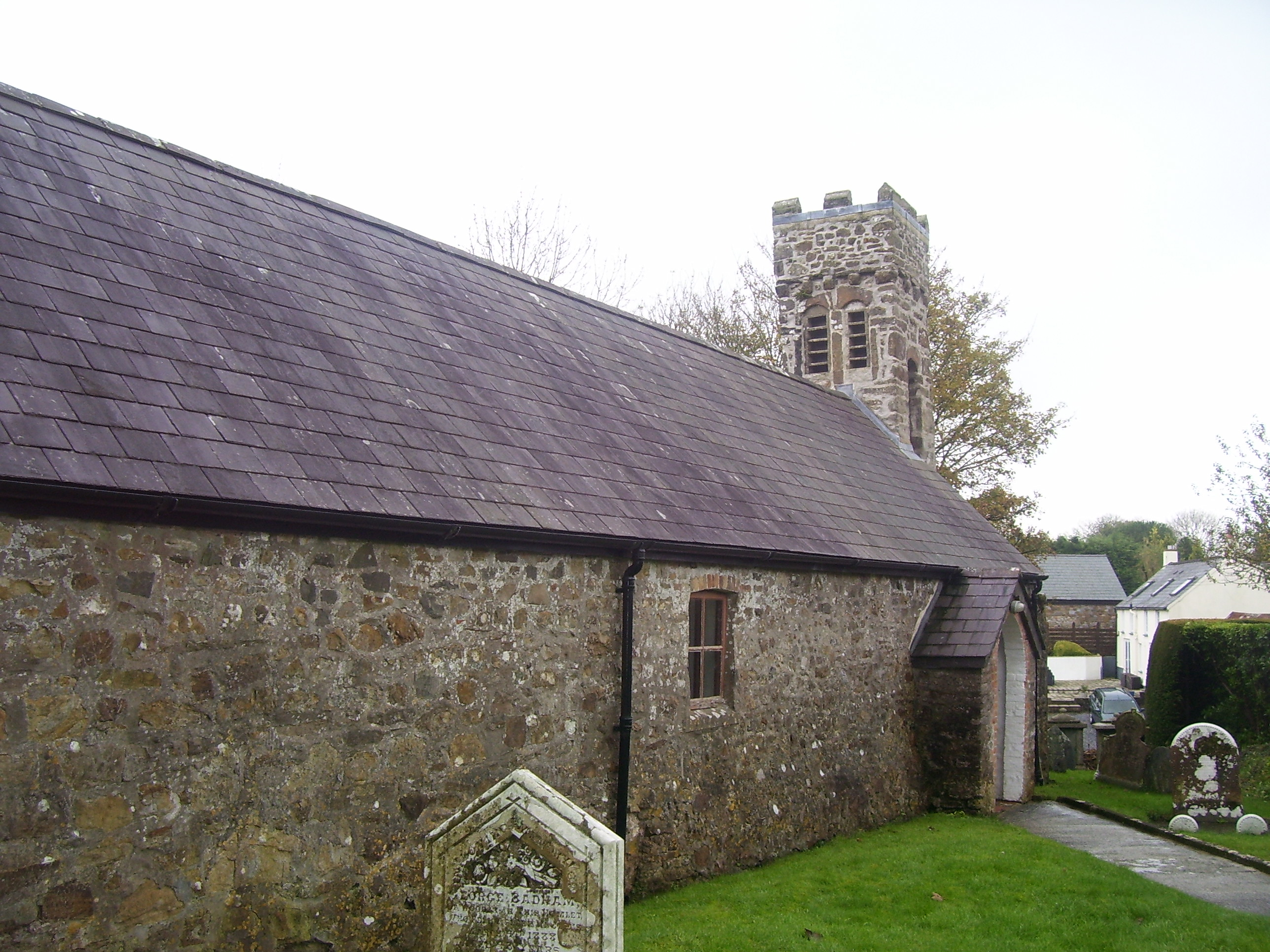
L'église paroissiale.

L'église paroissiale d'East Williamson, d'origine médiévale, est à l'origine une église secondaire de la paroisse de Begelly (en). Sa caractéristique architecturale la plus remarquable est son clocher miniature, probablement ajouté au XVIIIe siècle. Le bâtiment est protégé en tant que monument classé de grade II depuis 1971.

### Personnalités liées
Le pasteur congrégationaliste David Thomas (en) (1813-1894) est né dans une ferme de la paroisse d'East Williamson.